# Musica natalizia
La musica natalizia è composta da una varietà di generi musicali che sono solitamente eseguiti o ascoltati durante il periodo natalizio.
Il primo esempio di musica natalizia di cui si ha traccia è Veni redemptor gentium, scritto da Sant'Ambrogio, vescovo di Milano.
La musica natalizia è stata sviluppata sia dalla musica colta attraverso le cosiddette pastorali (quali ad esempio l'Oratorio di Natale di Bach), sia dalla musica tradizionale con le carole di Natale (Christmas carols), sia infine in tempi più recenti dalla musica pop.

## Musica natalizia in Italia
L'origine comune dei canti natalizi italiani può essere ricercata tra le laudi in omaggio a Gesù Bambino, diffuse durante le processioni svolte nell'Italia centrale intorno al XIII secolo. Ma la tradizione italiana riguardante i canti natalizi non si ferma qui visto che l'Italia ha prodotto, già dal Seicento, una lunga serie di ninne-nanne cantate al bambino Gesù, tra le quali le più note sono quelle bergamasche e quelle veneziane, che vanno ad affiancarsi a quelle napoletane, siciliane e sarde.

## Esempi
Fra i brani natalizi più popolari, in ordine cronologico di composizione, si possono indicare:
- Hark! The Herald Angels Sing (1739)
- Adeste Fideles, nota in inglese come O Come All Ye Faithful cantata anche da Nat King Cole e poi dal gruppo a cappella Pentatonix (1743)
- Tu scendi dalle stelle di Alfonso Maria de’ Liguori (1754)
- Astro del ciel note in tedesco come Stille Nacht e in inglese come Silent Night (cantata poi da Michael Bublé), di Franz Xaver Gruber (1818)
- While Shepherds Watched Their Flocks by Night (1824)
- Minuit, chrétiens, noto in inglese come Oh Holy Night, di Adolphe-Charles Adam (1847)
- Jingle Bells, cantata poi da Frank Sinatra (1857)
- Panis Angelicus di César Franck (1872)
- Santa Claus Is Coming to Town, di Haven Gillespie e J. Fred Coots, cantata poi da Laura Pausini (1934)
- White Christmas di Bing Crosby (1942)
- Let It Snow! Let It Snow! Let It Snow!, di Sammy Cahn e Jule Styne (1945)
- Jingle Bell Rock, di Bobby Helms (1957)
- Oh Happy Day, degli Edwin Hawkins Singers, poi cantata in italiano dal Piccolo Coro dell'Antoniano con il titolo Scusa Gesù, ti do del tu (1967)
- Feliz Navidad, di José Feliciano (1970)
- Happy Xmas (War Is Over), di John Lennon e Yōko Ono (1971)
- I Believe in Father Christmas, di Greg Lake e Peter Sinfield (1975)
- Wonderful Christmastime, di Paul McCartney (1979)
- Thank God It's Christmas, dei Queen (1984)
- Do They Know It's Christmas?, della Band Aid (1984)
- Last Christmas, degli Wham! (1984)
- All I Want for Christmas Is You, di Mariah Carey (1994)
- Christmas Lights, dei Coldplay (2010)
- Shake Up Christmas, dei Train (2010)
- Santa Tell Me, di Ariana Grande (2014)
- Xmas Time of the Year, dei Green Day (2015)
- We Wish You a Merry Christmas
- Snow On The Skin di Richard Grin
- Piva piva[3]
- Dormi, dormi, bel Bambin
- In notte placida
- Santa, Can't You Hear Me di Kelly Clarkson e Ariana Grande (2021)